# Силы специальных операций Украины
Силы специальных операций (ССО) (укр. Сили спеціальних операцій) — отдельный род войск Вооружённых сил Украины, который, в соответствии с Законом Украины «О Вооружённых Силах Украины», может привлекаться к осуществлению мер правового режима военного и чрезвычайного положения, проведению информационно-психологических операций, борьбе с терроризмом и пиратством, мероприятиям по защите жизни, здоровья граждан и государственных объектов (имущества) за пределами Украины, обеспечению их безопасности и эвакуации, мероприятиям по усилению охраны государственной границы, защиты суверенных прав Украины в её исключительной (морской) экономической зоне и континентального шельфа Украины, обеспечению безопасности национального морского судоходства Украины в открытом море или в местах, находящихся вне юрисдикции какого-либо государства, мероприятиям по предотвращению распространения оружия массового поражения, противодействию незаконной перевозке оружия и наркотических средств, психотропных веществ, их аналогов или прекурсоров в открытом море, ликвидации чрезвычайных ситуаций природного и техногенного характера, а также к международным антитеррористическим операциям, борьбе с пиратством и иным операциям по поддержанию мира и безопасности на основании международных договоров Украины и в порядке и на условиях, определённых законодательством Украины.
Созданы 28 июля 2016 года указом президента Украины при поддержке стран-членов НАТО. В ходе войны на Донбассе провели многочисленные боевые и специальные операции на фронте и в тылу противника. 17 января 2019 года президент Украины Пётр Порошенко сообщил, что с начала вооружённого конфликта на Донбассе погибло 70 военнослужащих из состава ССО. Тогда же он вручил командующему ССО новую символику.

## Символика
Символом Сил специальных операций Украины является волк-оборотень с чересом, изображённый поверх венка. Девиз Сил специальных операций изображён на ленте внизу эмблемы — это боевой девиз князя Святослава — «Иду на Вы!»

## Цели и задачи

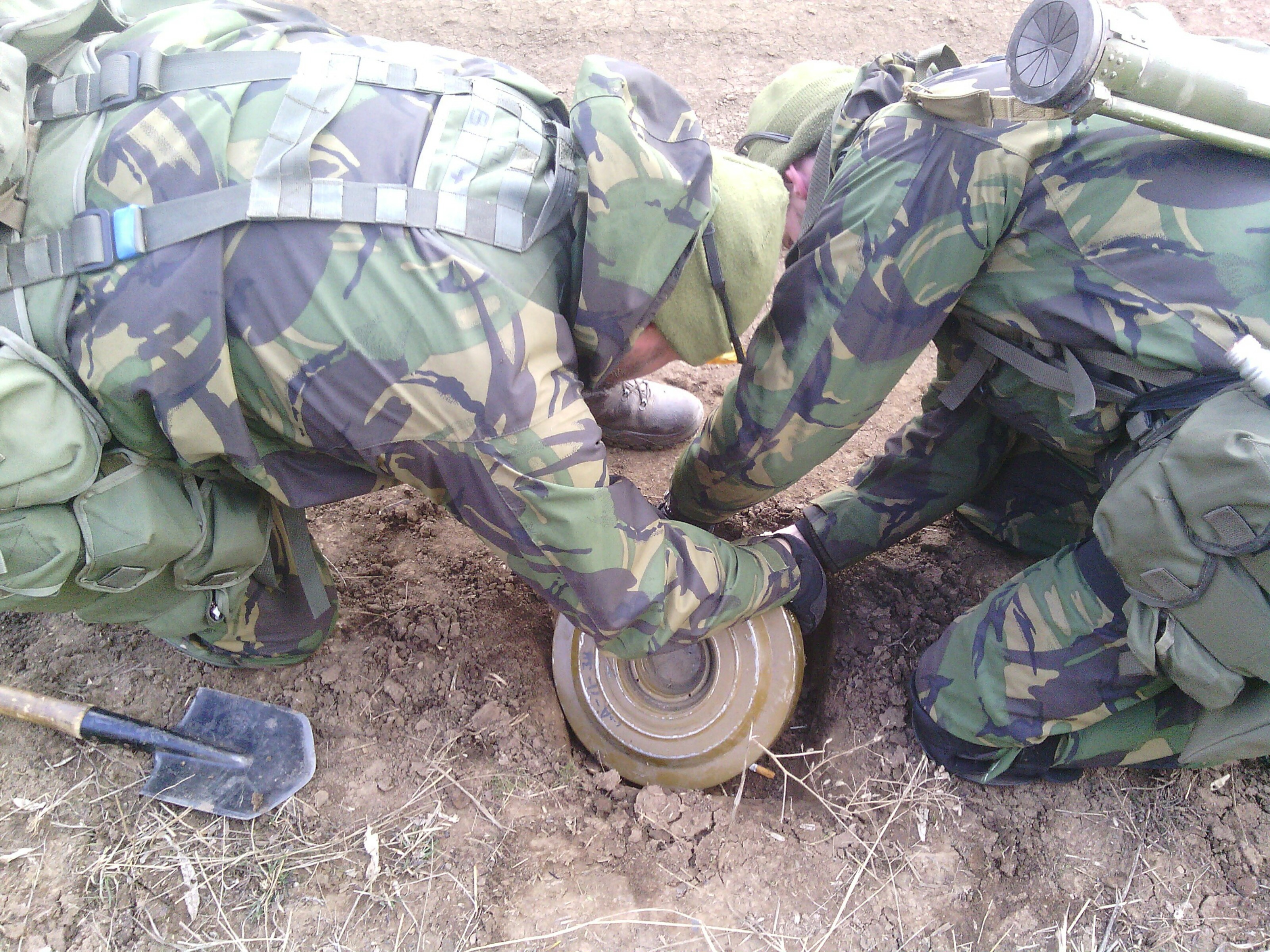
Бойцы 8-го полка специального назначения на Донбассе, март 2015

Функции, задачи и особенности деятельности Сил специальных операций Вооруженных Сил Украины определяются законами Украины и Положением, утверждаемым Президентом Украины.
Органы военного управления и воинские части разведки, Сил специальных операций Вооруженных Сил Украины в соответствии с законом могут привлекаться к мероприятиям добывания разведывательной информации с целью подготовки государства к обороне, подготовки и проведения специальных операций и / или специальных действий, обеспечения готовности Вооруженных Сил Украины к обороне государства . Силы специальных операций Вооруженных Сил Украины осуществляют ведение специальной разведки.
ЗУ «Об обороне Украины» дает определение специальная операция — совокупность согласованных и взаимосвязанных по цели, задачам, месту и времени специальных действий подразделений Сил специальных операций Вооруженных Сил Украины, направленных на создание условий для достижения стратегических (оперативных) целей, которые проводятся по единому замыслу самостоятельно или во взаимодействии с воинскими частями, подразделениями Вооруженных сил Украины, других военных формирований, правоохранительных органов Украины и других составляющих сил обороны для выполнения заданий.

## Структура
Информация, касающаяся личного состава Сил специальных операций ВСУ, а также лиц, которые сотрудничают или ранее сотрудничали с ними на конфиденциальной основе, составляет государственную тайну и подлежит защите в соответствии с Законом Украины «О государственной тайне». Поэтому приводимая ниже структура ССО базируется на информации из открытых источников и может содержать некоторые неточности.

### Командование ССО

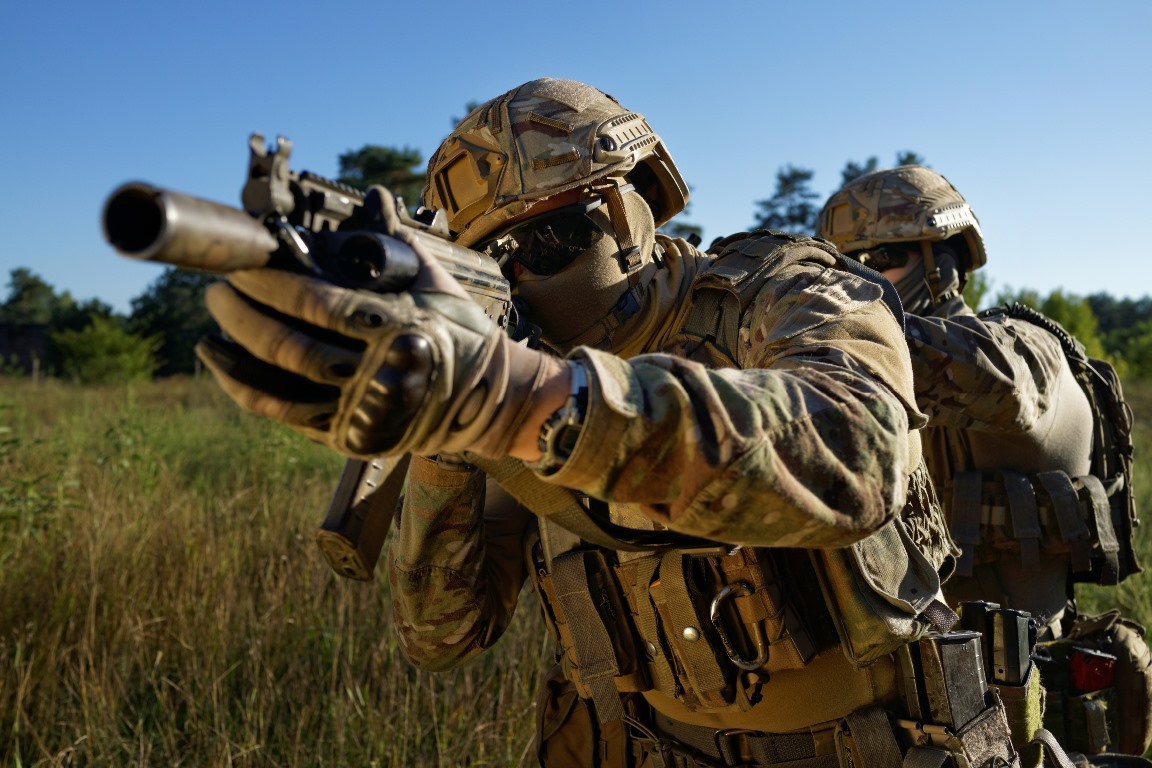
Бойцы ССО вооруженные АКС-74У

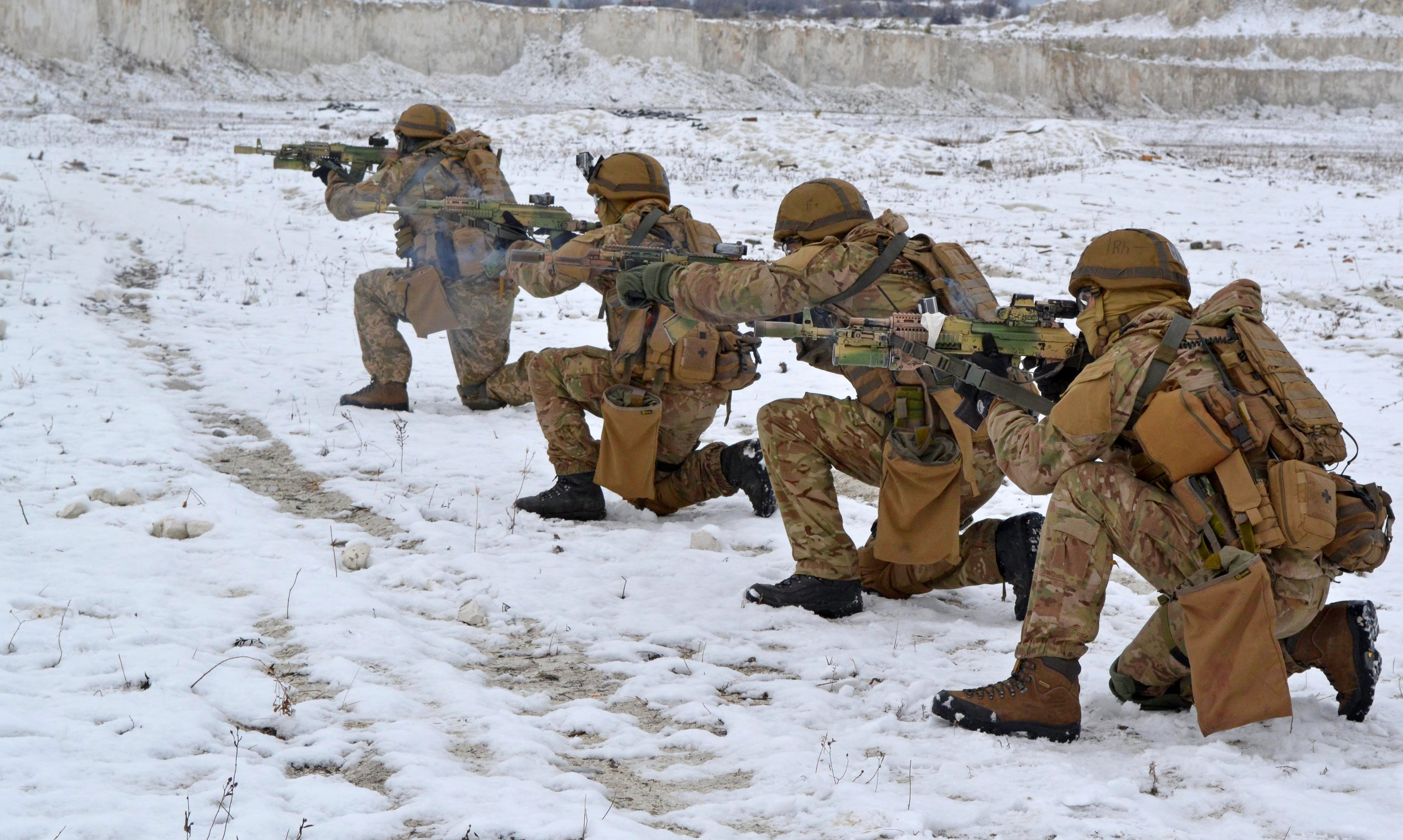
Бойцы ССО во время тренировок в 2015 году

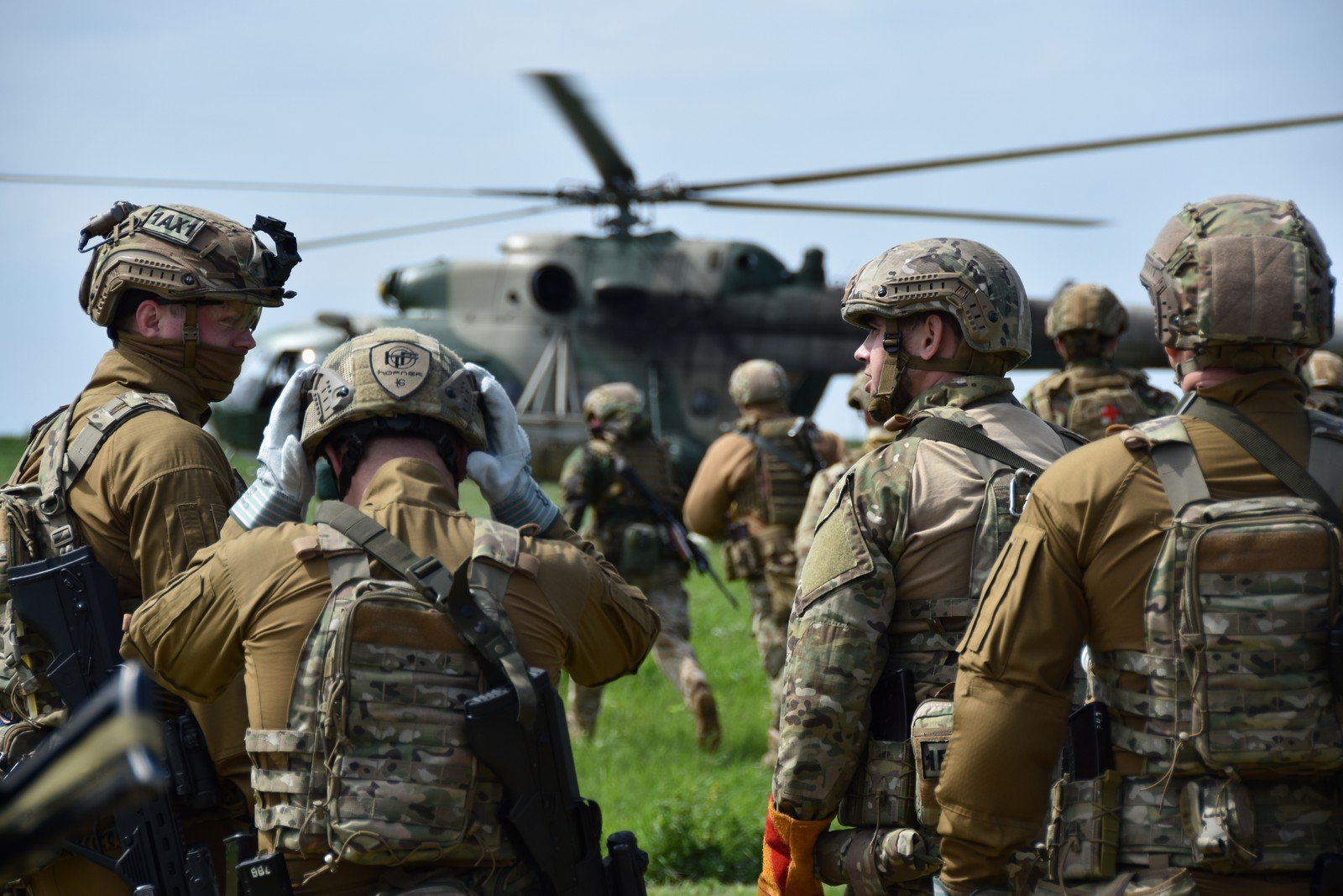
Во время учений в 2019 году

Командование сил специальных операций (в/ч А0987, г. Киев)
- 99-й отдельный батальон управления и обеспечения (в/ч А3628, г. Киев,)
- 142-й учебно-тренировочный центр (в/ч А2772, г. Бердичев, Житомирская область)

6 июля 2019 года командир 8-го полка специального назначения полковник Олег Нечаев был назначен первым заместителем командующего Сил специальных операций ВСУ. Ранее эту должность занимал полковник Сергей Кривонос, назначенный 12 марта 2019 года первым заместителем секретаря СНБО.

### Части специального назначения
- Центр специальных операций «Восток» в Кропивницком (бывший 3-й полк специального назначения)[6] 3-й отдельный полк специального назначения (в/ч А0680, г. Кропивницкий)
- 8-й отдельный полк специального назначения (в/ч А0553, г. Хмельницкий)[7][8]
- Отдельный центр специальных операций «Юг» «начальник штаба Антин Головатый», бывший 73-й морской центр специальных операций (в/ч А1594, г. Очаков, Николаевская область). 24 августа 2022 года президент Зеленский вручил подразделению награду За мужество и отвагу.
- 140-й центр специального назначения (в/ч А0661, г. Хмельницкий)[9] (ранее входил в состав Управления военной разведки Генерального штаба)
- 142-й учебно-тренировочный центр (г. Бердичев)
- 47-е подразделение сил специального назначения

## Командование

### Командующие

Штандарт командующего ССО

- генерал-лейтенант Игорь Васильевич Лунёв (5 января 2016 — 25 августа 2020)[10][11]
- генерал-майор Григорий Анатольевич Галаган (25 августа 2020 — 25 июля 2022)[12][13]
- генерал-майор Виктор Александрович Хоренко[укр.] (25 июля 2022 — 3 ноября 2023)[14][15]
- полковник Сергей Константинович Лупанчук[укр.] (с 3 ноября 2023)[16]
- генерал-майор Александр Сергеевич Трепак с 09 мая 2024года[17]

### Начальники штаба — первые заместители командующего
- генерал-майор Сергей Григорьевич Кривонос (5 января 2016 — 12 марта 2019)
- бригадный генерал Олег Александрович Нечаев[укр.] (с июля 2019)[18]

## Вооружение и военная техника
| Тип                       | Изображение           | Производство          | Назначение                                         | Количество            | Примечания            |
| Стрелковое вооружение     | Стрелковое вооружение | Стрелковое вооружение | Стрелковое вооружение                              | Стрелковое вооружение | Стрелковое вооружение |
| ------------------------- | --------------------- | --------------------- | -------------------------------------------------- | --------------------- | --------------------- |
| АПБ                       |                       | СССР                  | автоматический пистолет бесшумный                  |                       |                       |
| Форт-14                   |                       | Украина               | самозарядный пистолет                              |                       |                       |
| Форт-17                   |                       | Украина               | самозарядный пистолет                              |                       |                       |
| АК-ТК АК-74               |                       | Украина · СССР        | автомат                                            |                       |                       |
| Форт-221                  |                       | Израиль/ · Украина    | автомат                                            |                       |                       |
| Вулкан-М (Малюк)          |                       | Украина               | автомат                                            |                       |                       |
| Форт-301                  |                       | Израиль/ · Украина    | снайперская винтовка                               |                       |                       |
| Barrett M82               |                       | США                   | самозарядная крупнокалиберная снайперская винтовка |                       |                       |
| Форт-401                  |                       | Израиль/ · Украина    | пулемёт                                            |                       |                       |
| ПК                        |                       | СССР/ Украина         | пулемёт                                            |                       |                       |
| СПП-1                     |                       | СССР                  | специальный подводный пистолет                     |                       |                       |
| АПС                       |                       | СССР                  | специальный подводный автомат                      |                       |                       |
| Транспорт                 |                       |                       |                                                    |                       |                       |
| HMMWV М998                |                       | США                   | автомобиль повышенной проходимости                 |                       |                       |
| Toyota Land Cruiser (J76) |                       | Япония                | автомобиль повышенной проходимости                 |                       |                       |
| Казак-2                   |                       | Украина               | автомобиль повышенной проходимости                 |                       |                       |
| Тритон-2М                 |                       | СССР/ Украина         | подводное средство движения / носитель водолазов   |                       |                       |
| Сирена-УМ                 |                       | СССР/ Украина         | подводное средство движения / носитель водолазов   |                       |                       |